# رودولف وایلد
رودولف وایلد (انگلیسی: Rudolf Wild) شرکت صنایع غذایی آلمانی است، که در سال ۱۹۳۱ در شهر هایدلبرگ تأسیس شد.